# 栄和人
栄 和人（さかえ かずひと、1960年6月19日 - ）は、日本の元レスリング選手。元全日本女子レスリングヘッドコーチ。元至学館大学（旧・中京女子大学）健康科学部健康スポーツ学科教授。同大学レスリング部の監督。大府市レスリング協会会長。
鹿児島県奄美市笠利町万屋（旧・大島郡笠利町万屋）出身。奄美市立赤木名中学校、鹿児島商工高等学校（現樟南高等学校）、日本体育大学体育学部体育学科卒業。マネジメントはエイベックス・スポーツ株式会社。身長166cm。血液型A型。
至学館大学レスリング部の教え子に48kg級の伊調千春・小原日登美・登坂絵莉、55kg級の吉田沙保里、63kg級の伊調馨・川井梨紗子、69kg級の土性沙羅など、多くのオリンピックメダリストを送り出している。
また娘の栄希和も至学館大学出身のレスリング選手（2014年度全日本選手権60kg級で優勝）。

## 経歴
- 1976年、鹿児島商工高等学校（現・樟南高等学校）でレスリングを始める。なお中学までは柔道選手であった。
- 1979年、日本体育大学体育学部体育学科に入学。
- 1980年、全日本大学選手権優勝。
- 1983年、全日本選手権で初優勝。しかしロサンゼルスオリンピック国内予選では敗退し、代表入りできず。
- 1987年、世界選手権フリースタイル62kg級で銅メダル獲得。
- 1988年、ソウルオリンピック出場。フリースタイル62kg級で4回戦敗退。
- 1990年、京樽に選手兼女子レスリング部コーチとして入社。
- 1993年、坂本涼子と結婚し一子希和をもうけるも、その後離婚。
- 1996年、京樽を退社後、中京女子大学附属高等学校（現：至学館高等学校）教諭に赴任。
- 2003年、中京女子大学レスリング部の監督（大学職員扱い）に就任。
- 2004年、全日本女子レスリングヘッドコーチに就任。大府市スポーツ功労者として表彰される。
- 2007年、2007年度ミズノスポーツメントール賞でゴールドを受賞。
- 2008年5月14日、元教え子で現・愛知県教員の岩間怜那と再婚。
- 2008年11月1日、中京女子大学健康科学部健康スポーツ学科教授に就任。
- 2008年11月12日、日本レスリング協会女子強化委員長に就任。
- 2018年4月、日本レスリング協会強化本部長を辞任。
- 2018年8月、至学館大学を退職[5]。
- 2018年12月、至学館大学の学外コーチに就任[6]。
- 2019年12月19日、至学館大学レスリング部監督に復帰[7]。
- 2022年12月17日、大府市レスリング協会会長に就任[8]。

## パワーハラスメント問題
2018年1月に、伊調馨の代理人により「栄監督からパワハラを受けた」と内閣府公益認定等委員会に告発状が提出され、3月に週刊誌がこれを報じた。栄や日本レスリング協会はこれを否定したが、第三者委員会が設置された。4月5日に協会に調査結果が報告され、パワハラの事実が認定された。栄は混乱の責任をとる形で、強化本部長を辞任した。
同年6月には至学館大のレスリング部監督を解任されたものの、翌年12月に監督に復帰している。

## 著書
- 『中京女子大学女子レスリング王国その強さの秘密』（2004年、ベースボール・マガジン社） ISBN 4583038119

## 出演
テレビ朝日系の正月特番『夢対決!とんねるずのスポーツ王は俺だ!スペシャル』に、吉田沙保里と共に卓球対決に度々出演している（2009年・2012年正月・2013年正月・2014年正月）。